# Pedro de Quiñones

Armas de la familia Quiñones

Pedro de Quiñones (León, 1408-1455) fue un noble y político castellano, V señor de Luna y merino mayor de Asturias. Hijo de Diego Fernández de Quiñones I, apodado «el de la buena fortuna», y de María de Toledo, Pedro fue una figura clave en la turbulenta política castellana del siglo XV, involucrado en disputas de poder junto a su padre y su hermano, el célebre caballero Suero de Quiñones.

## Contexto familiar y primeros años
La casa de Quiñones era una familia noble leonesa de origen medieval, con una influencia creciente en la política y sociedad de la región de León y Asturias. Pedro nació en León en 1408, y como hijo mayor, fue educado en un entorno de alianzas y lealtades feudales que marcarían su vida. Su padre, Diego Fernández de Quiñones, era conocido por sus éxitos en la consolidación de tierras y privilegios para la familia, lo que le valió el apodo de «el de la buena fortuna».
Bajo la tutela del condestable de Castilla, Álvaro de Luna, Pedro creció en un ambiente de poder e intriga en la corte de Juan II de Castilla, donde la influencia de Álvaro de Luna era dominante. Esta educación cortesana le preparó para participar en los conflictos militares y políticos de su tiempo.

## Carrera militar y alianzas
En 1431, Pedro de Quiñones formó parte de la corte como «contino de la Casa del Rey» y participó en la batalla de La Higueruela, un conflicto contra el Reino de Granada, que fue un importante enfrentamiento en el contexto de la Reconquista. También fue parte de la comitiva real que cercó a los infantes de Aragón en Alburquerque, lo que subrayó su compromiso con la autoridad del rey y su lealtad a los intereses de Castilla frente a las facciones nobiliarias rivales.
En 1432, Pedro se casó con Beatriz de Acuña, hija de Martín Vázquez de Acuña, primer conde de Valencia de Don Juan, y de María de Portugal. Este matrimonio le otorgó conexiones importantes con otros nobles de Castilla y Portugal, y consolidó su posición social. La pareja tuvo siete hijos: Diego Fernández de Quiñones, futuro conde de Luna, y sus hermanos Suero, Fernando, María, Constanza, Leonor y Mencía.

## El conflicto entre facciones y el fortalecimiento de la Casa de Quiñones
La relación de Pedro con Álvaro de Luna, el poderoso valido de Juan II, fue compleja y estratégica. Aunque inicialmente su lealtad estaba alineada con Álvaro de Luna, Pedro era pragmático en sus alianzas, alternando su apoyo entre el rey y los Infantes de Aragón según sus intereses. Este cálculo político le permitió a la familia Quiñones consolidar su poder, y Pedro se unió al grupo de nobles que presionaban para limitar la influencia del valido real.
Mediante el Acuerdo de Castronuño de 1439, los Quiñones lograron que el rey reconociera el carácter hereditario de la Merindad Mayor de Asturias, permitiendo que el patriarca Diego Fernández de Quiñones estableciera cuatro mayorazgos para cada uno de sus hijos varones. Esto fortaleció la posición de la casa de Quiñones, dotándola de seguridad y poder en un periodo de gran inestabilidad.
En 1441, Pedro fue nombrado miembro del Consejo Real y mayordomo mayor del príncipe Enrique. Estas posiciones, junto con las encomiendas otorgadas, consolidaron la posición política de su familia en el antiguo Reino de León. No obstante, este periodo de poder se truncó cuando la familia fue finalmente despojada de la Merindad Mayor, la cual pasó a manos de los príncipes de Castilla y León, debilitando temporalmente la influencia de los Quiñones.

## La Batalla de Olmedo y el declive temporal
La batalla de Olmedo en 1445 representó un momento decisivo para Pedro. En este conflicto, su facción fue derrotada; Pedro resultó herido, capturado, y perdió la Merindad de Asturias, símbolo de la autoridad de su familia. Sin embargo, en 1446, Pedro restauró su influencia al aliarse con el príncipe Enrique, quien estaba enfrentado con Álvaro de Luna. Esta alianza le permitió recuperar parte de las posesiones de su padre y volver a ostentar la merindad mayor del Principado.

## Encarcelamiento y reconciliación
En 1448, Pedro asistió a la Entrevista de Záfraga, una reunión convocada por Juan II para reconciliar las facciones enfrentadas. Sin embargo, este intento de paz resultó en el arresto de Pedro y otros nobles. Fue encarcelado en Roa, trasladado al Alcázar de Segovia y, finalmente, al Alcázar de Toledo. Este encarcelamiento representó uno de los momentos más oscuros en la historia de la casa de Quiñones, afectando gravemente su posición en Castilla.
La liberación de Pedro en 1450 fue gracias a la intervención del príncipe Enrique, y en 1451, firmó un acuerdo con Juan II, renunciando a sus conflictos anteriores y abandonando su militancia en los bandos oligárquicos que rivalizaban en Castilla. Esta reconciliación permitió a la casa de Quiñones retener algunos de sus territorios y restaurar parcialmente su influencia en la corte.

## Muerte y legado
Pedro de Quiñones falleció en 1455 en su casa palacio de Palat del Rey, en León. Su vida y su carrera reflejan las complejas alianzas y estrategias necesarias para sobrevivir en la política castellana de la época. La consolidación de los mayorazgos, los acuerdos con la nobleza y la corona, así como las luchas por la Merindad Mayor de Asturias, marcaron a la casa de Quiñones y aseguraron su prominencia en los años siguientes.